# 戈尔诺斯泰湾
戈尔诺斯泰湾（俄语：Бухта Горностай）是乌苏里湾的海湾，属滨海边疆区符拉迪沃斯托克城区管辖，面积0.35平方公里，岸长1.6公里。它以参与彼得大帝湾水文研究的戈尔诺斯泰号炮艇命名。2009年前这里有一个垃圾填埋场。